# Festina lente

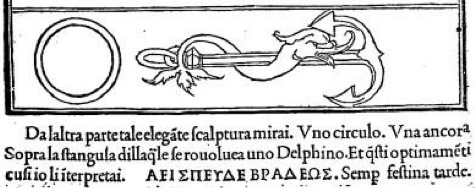
Ilustración de la canción de Poliphile. Ilustración del adagio Semper festina tarde.

«Festina lente» es una locución latina proveniente del oxímoron griego «σπεῦδε βραδέως» («speûde bradéōs»), cuya traducción literal es: «Apresúrate despacio».
Esta locución la usó supuestamente el emperador romano Augusto al lamentarse por la irreflexión de uno de sus comandantes, y, según el historiador romano Suetonio, era una de sus frases favoritas («Augusto», 25): «Caminad despacio si queréis llegar antes a un trabajo bien hecho».
Su equivalente en el refranero español es «Vísteme despacio, que tengo prisa».